# Crónicas de los Jueces de Teruel
Las Crónicas de los Jueces de Teruel es una documentación medieval turolense que se puede clasificar dentro el género de anales o de crónicas. Esta documentación la han publicado con las denominaciones de Lista de Jueces de Teruel, Relación de Jueces de Teruel, Efemérides Turolenses...
Esta documentación contiene los nombres de los jueces que rigieron Teruel y las aldeas de su comunidad en 4 siglos, desde 1176 hasta 1532. La institución foral se mantuvo en todo el siglo XVI, pero en ese siglo a monarquía redujo las funciones de los jueces, convirtiéndoles en funcionarios reales que la corona nombraba. Cuando a fines del siglo XVI el rey suprimió la institución casi no la encontraron en falta.
En estas crónicas, a la lista de jueces la acompañaba la fecha en la que magistrado ocupó el cargo, hechos relativos al trabajo de juez, (ejecuciones públicas, nombres de personas ahorcadas, decapitadas, quemadas, ahogadas...), y una serie de noticias de diversa consideración: granizadas, terremotos, inundaciones, eclipses, plagas, guerras del país (Batalla de Monteagudo)...
El lenguaje es muy castellanizado y empleaba una sintaxis culta con muchos verbos en voz pasiva y oraciones de relativo calcadas de modelos latinos (sintaxis común con el castellano culto de la época, que en eso tampoco reflejaba el habla popular). No obstante es una fuente más para conocer como era el aragonés que se hablaba en Teruel (aragonés de las comunidades aragonesas) y para conocer la toponimia, la antroponimia y cultísimos antiguos en aragonés. Este último hecho ha sido subestimado por los historiadores del siglo XX, que han transcrito la antroponimia y toponimia en sus obras no como en el manuscrito original, sino como a ellos les suena más familiar (así por ejemplo el apellito Marciella lo transcriben Marcilla).